# Chattušiliš I.
Chattušiliš I., syn Tabarnaše I., byl král Chetitů. Zdědil po otci velkou armádu zvyklou vyhrávat. S touto armádou překročil hřebeny Tauru, sestoupil do Sýrie a zmocnil se Chalpy (dnešního Aleppa). Při výpravě onemocněl a vrátil se domů, kde odhalil velké spiknutí. Byl do něj zapleten i jeho syn Chuzzijaš, jehož zbavil následnictví trůnu (pro neschopnost), a také jeho synovec Tabarnaš, kterého pak určil za nástupce. Nemocný král však ještě měl dost sil, aby se s Tabarnašem vypořádal. Svolal pankuš a tulii (nejvyšší státní orgány chetitské říše) a vydal testament, který je nejstarší indoevropskou památkou, kterou můžeme označit za literární. Po Chattušilově smrti nakonec zasedl na trůn jeho vnuk Muršiliš I.